# Gyokuon-hōsō
O Gyokuon-hōsō (玉音放送, Transmissão da Voz de Joia) foi uma transmissão de rádio feito pelo Imperador do Japão, Hirohito (Shōwa-tennō), lendo o Rescrito Imperial do Término da Guerra (大東亜戦争終結ノ詔書, Daitōa-sensō-shūketsu-no-shōsho), anunciando ao povo japonês que o governo do país havia aceitado a Declaração de Potsdam, que exigia a rendição incondicional das forças armadas japonesas no fim da Segunda Guerra Mundial na Ásia. Este discurso foi feito ao meio-dia (UTC+9) em 15 de agosto de 1945, logo após as batalhas de Iwo Jima e de Okinawa, o bombardeamentos de Hiroshima e Nagasaki e a invasão soviética da Manchúria.
O discurso, gravado no Palácio Imperial do Japão, foi, provavelmente, a primeira vez que o Imperador havia falado (ainda que através de um disco fonográfico) diretamente com o povo comum. O discurso foi feito em linguagem formal, usando o chamado japonês clássico, que poucas pessoas comuns realmente conseguiram entender tudo. Na fala do imperador, não foi mencionado a rendição do Japão, ao invés disso afirmando que o governo havia aceitado os termos da Declaração de Potsdam inteiramente. Isso criou confusão entre muitos ouvintes que não sabiam ao certo se o país tinha ou não aceitado a rendição. A qualidade ruim da transmissão, além da linguagem formal de corte do imperador, fez piorar ainda mais a confusão. Uma versão digitalizada foi lançada em 30 de junho de 2015, permitindo ouvir as palavras do imperador de forma mais clara.

## Texto
- Tradução livre

AOS NOSSOS BONS E LEAIS SÚDITOS:
Após refletir profundamente sobre as tendências gerais do mundo e as condições atuais em nosso império, Nós decidimos resolver a presente situação recorrendo a uma medida extraordinária.
Nós ordenamos que o Nosso Governo comunicasse aos Governos dos Estados Unidos, Grã-Bretanha, China e União Soviética que Nosso Império aceita as provisões de sua Declaração Conjunta.
Lutar pela prosperidade comum e pela felicidade de todas as nações, assim como a segurança e bem-estar dos Nossos súditos, é a obrigação solene que foi dada por Nossos Ancestrais Imperiais e que está em Nossos corações.
De fato, Nós declaramos guerra a América e a Grã-Bretanha pelo Nosso desejo sincero da autopreservação do Japão e estabilização da Ásia Oriental, sendo longe do Nosso pensamento infringir a soberania de outras nações ou embarcar em engrandecimento territorial.
Mas agora a guerra já dura quase quatro anos. Apesar do melhor que foi feito por todos – a luta galante das nossas forças militares e navais, a diligência e a assiduidade dos Nossos servos do Estado e o devoto serviço do Nosso povo de cem milhões – a situação de guerra não se desenvolveu necessariamente em benefício do Japão, enquanto as tendências gerais do mundo se voltaram contra seus interesses.
Além disso, o inimigo começou a empregar uma nova e extremamente cruel bomba, cujo poder de destruição é, de fato, incalculável, ceifando muitas vidas inocentes. Se continuássemos a lutar, isso resultaria não apenas no colapso final e na aniquilação da nação japonesa, mas também levaria à extinção total da civilização humana.
Sendo esse o caso, como poderíamos salvar os milhões de Nossos súditos ou nos redimir diante dos venerados espíritos de Nossos ancestrais imperiais? Esta é a razão pela qual ordenamos a aceitação das disposições da declaração conjunta das Potências.
Não podemos deixar de expressar o mais profundo pesar às nossas nações aliadas da Ásia Oriental, que consistentemente cooperaram com o Império em prol da emancipação da Ásia Oriental.
O pensamento naqueles oficiais e soldados, bem como em outros que caíram nos campos de batalha, naqueles que morreram em seus postos de dever ou que encontraram a morte de forma prematura e em todas as suas famílias enlutadas, atormenta Nosso coração dia e noite.
O bem-estar dos feridos, dos que sofreram com a guerra, e daqueles que perderam seus lares e meios de subsistência, é o objeto de nossa profunda solicitude.
As dificuldades e os sofrimentos a que nossa nação estará sujeita daqui em diante certamente serão grandes. Estamos profundamente cientes dos sentimentos mais íntimos de todos vocês, Nossos súditos. No entanto, é de acordo com os ditames do tempo e do destino que resolvemos abrir caminho para uma grande paz para todas as gerações futuras, suportando o insuportável e sofrendo o insofrível.
Tendo conseguido salvaguardar e manter o Kokutai, estamos sempre com vocês, Nossos bons e leais súditos, confiando em sua sinceridade e integridade.
Cuidem-se estritamente contra qualquer explosão de emoção que possa gerar complicações desnecessárias, ou qualquer disputa fraternal e contenda que possa causar confusão, desviá-los do caminho certo e fazer com que percam a confiança do mundo.
Que toda a nação continue como uma só família, de geração em geração, sempre firme em sua fé na imperecibilidade de sua terra sagrada, e ciente de sua pesada responsabilidade e do longo caminho à frente.
Unam todas as suas forças, devotadas à construção do futuro. Cultivem os caminhos da retidão, promovam a nobreza de espírito e trabalhem com determinação – para que possam engrandecer a glória inata do estado imperial e acompanhar o progresso do mundo.

(assinatura de Hirohito e o Selo Imperial)

15 de agosto de 1945 
| |
| O manuscrito original do Rescrito Imperial do Término da Guerra, escrito verticalmente em colunas indo de cima para baixo e em ordem da direita para a esquerda, com o selo oficial do governo imperial e assinado pelo imperador Shōwa. |

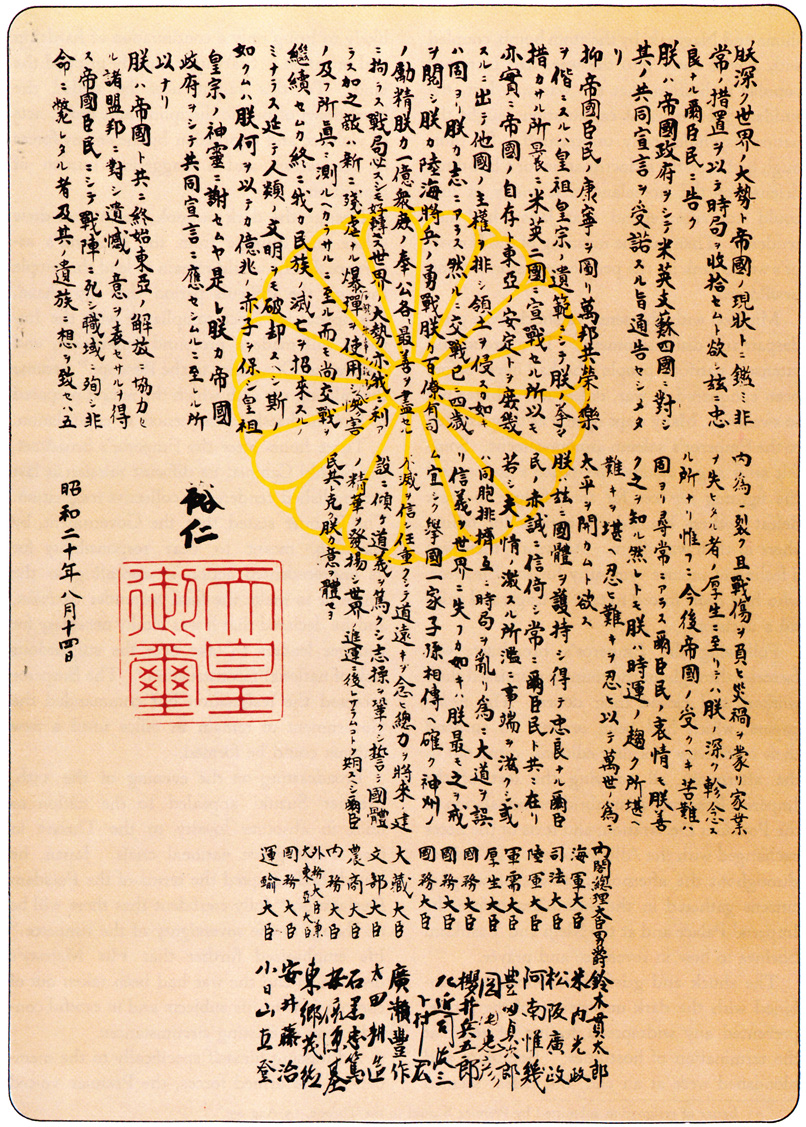
Página mostrando todo o Rescrito, com um dos selos oficiais.